# Фридли, Томас
Томас Фридли (нем. Thomas Friedli; 30 июня 1946, Хуттвиль, кантон Берн, Швейцария ― 14 апреля 2008, остров Мадейра) ― швейцарский кларнетист и педагог.

## Биография
Фридли учился в консерваториях Берна и Лозанны, совершенствовался в Париже у Жака Лансело. В 1972 году он принял участие в Международном конкурсе исполнителей в Женеве, на котором завоевал первое место и премию имени Эрнеста Ансерме. В 1975 Фридли был удостоен премии Швейцарской ассоциации музыкантов, награды Tribune Internationale des Jeunes Interprètes и ежегодной премии ЮНЕСКО для молодых композиторов и исполнителей.
С 1971 по 1986 Фридли ― солист Бернского симфонического оркестра, с 1986 ― занимал пост первого кларнета в Лозаннском камерном оркестре. Он также выступал как камерный музыкант, в том числе в составе основанного им в 1977 «Бернского кларнетного трио».
С 1978 Фридли преподавал в Женевской консерватории и давал мастер-классы по всему миру, в том числе в Сьонской академии музыки имени Тибора Варги. В 2007 он возглавлял жюри по специальности «кларнет» на конкурсе исполнителей в Женеве.
Фридли погиб в результате несчастного случая, упав с 80-метровой скалы на острове Мадейра.

## Творчество
Репертуар Фридли включал в себя классические сочинения для кларнета ― концерты Мольтера, Плейеля, Кроммера, Меркаданте, Моцарта, Вебера, камерные произведения эпохи романтизма, а также многие сочинения современных ему швейцарских композиторов, таких как Франц Тишхаузер, Армин Шиблер и Шандор Вереш.

## Источник
Радиопередача Leading Swiss Artists of the Concert Stage ― Thomas Friedli из цикла Musica Helvetica (1978)